# Eriolus
Eriolus is een geslacht van rechtvleugeligen uit de familie sabelsprinkhanen (Tettigoniidae). De wetenschappelijke naam van dit geslacht is voor het eerst geldig gepubliceerd in 1888 door Bolívar.

## Soorten
Het geslacht Eriolus omvat de volgende soorten:
- Eriolus aculeus Naskrecki, 2000
- Eriolus acutipennis Saussure & Pictet, 1898
- Eriolus caraibeus Bolívar, 1888
- Eriolus duplidentis Naskrecki, 2000
- Eriolus falcatus Saussure & Pictet, 1898
- Eriolus jamaicensis Bruner, 1915
- Eriolus minimus Karny, 1907
- Eriolus paruensis Piza, 1979
- Eriolus penicillus Naskrecki, 2000